# Scinax auratus
Scinax auratus es una especie de anfibios de la familia Hylidae. Es endémica de Brasil.
Sus hábitats naturales incluyen bosques tropicales o subtropicales secos y a baja altitud, zonas de arbustos, marismas de agua dulce, corrientes intermitentes de agua, zonas rocosas y zonas previamente boscosas ahora muy degradadas.